# Michał Martynowicz
Michał Martynowicz (ur. 28 września 1852 w Skale Podolskiej, zm. 1 września 1929 w Stanisławowie) – lekarz, generał brygady Wojska Polskiego.

## Życiorys
Urodził się 28 września 1852 roku Skale Podolskiej. W latach 1874–1879 ukończył studia na Wydziale Lekarskim Uniwersytetu Wiedeńskiego uzyskując tytuł doktora medycyny. Został oficerem c. i k. armii. W 1918 roku został mianowany na stopień tytularnego generalnego lekarza sztabowego (niem. Generalstabsarzt).
22 listopada 1918 roku został przyjęty do Wojska Polskiego i mianowany komendantem Szpitala Rezerwowego w Boguminie. 5 stycznia 1919 roku został komendantem szpitala w Dziedzicach. 1 maja 1920 roku został zatwierdzony z dniem 1 kwietnia 1920 roku w stopniu generała podporucznika, w Korpusie Lekarskim, w grupie oficerów byłej armii austro-węgierskiej. Pozostawał wówczas w Rezerwie armii. Z dniem 1 kwietnia 1921 roku został przeniesiony w stan spoczynku, w stopniu generała podporucznika lekarza. 26 października 1923 roku Prezydent RP Stanisław Wojciechowski zatwierdził go w stopniu generała brygady. Na emeryturze mieszkał w Stanisławowie. Zmarł 1 września 1929 roku w Stanisławowie.